# Coenonycha pygmaea
Coenonycha pygmaea är en skalbaggsart som beskrevs av Evans och Smith 1986. Coenonycha pygmaea ingår i släktet Coenonycha och familjen Melolonthidae. Inga underarter finns listade i Catalogue of Life.